# 公子章
公子章（？—前295年），即趙章，封安陽君，趙武靈王長子，趙惠文王異母兄，母韓夫人（韓國姬姓公族女子），因發動沙丘之亂，被赵成與李兌所殺（或者勒令自殺）。

## 生平
原為太子，因武靈王寵幸吳娃，於是改立吳娃之子趙何為太子。但武靈王見公子章失位，且侍奉弟弟，又不忍心，一度想將趙國一分為二，由二子各自為王，後為大臣們所阻。最後將之封於代（今河北蔚縣），稱安陽君，以田不禮為宰相。
前298年，趙武靈王禪讓寶座予趙何，是為趙惠文王，武靈王自稱主父（君主之父）。前295年，公子章得知主父與惠文王在沙丘（今河北省广宗县）遊獵，於是與田不禮趁機發動兵變，史稱沙丘之亂，只殺了趙國宰相肥義，沒殺死惠文王。趙將軍高信率軍平亂，公子章逃亡到主父宮，主父接納了他，後來主父叔父赵成與將軍李兌等從邯鄲領兵前來增援，在主父宮將公子章殺死（或者勒令自殺）。赵成與李兌接下來因害怕主父報復而圍困主父宮，主父因而餓死。